# Sophia Amoruso
Sophia Amoruso (San Diego, 20 aprile 1984) è un'imprenditrice e scrittrice statunitense.
Ha fondato l'azienda Nasty Gal, che commercializzava capi di abbigliamento per giovani donne e, in seguito, la società #Girlboss. La sua vicenda ha ispirato la serie televisiva Girlboss.

## Biografia
Dopo il divorzio dei genitori, si è trasferita a Sacramento, quindi a Portland, spostandosi in autostop e vivendo di espedienti. Trasferitasi a San Francisco, ha iniziato a frequentare un college comunitario dove ha studiato fotografia e, dopo avere scoperto di doversi operare di ernia inguinale, ha cominciato a lavorare come guardia di sicurezza in un istituto d'arte per poter godere dell'assicurazione sanitaria.

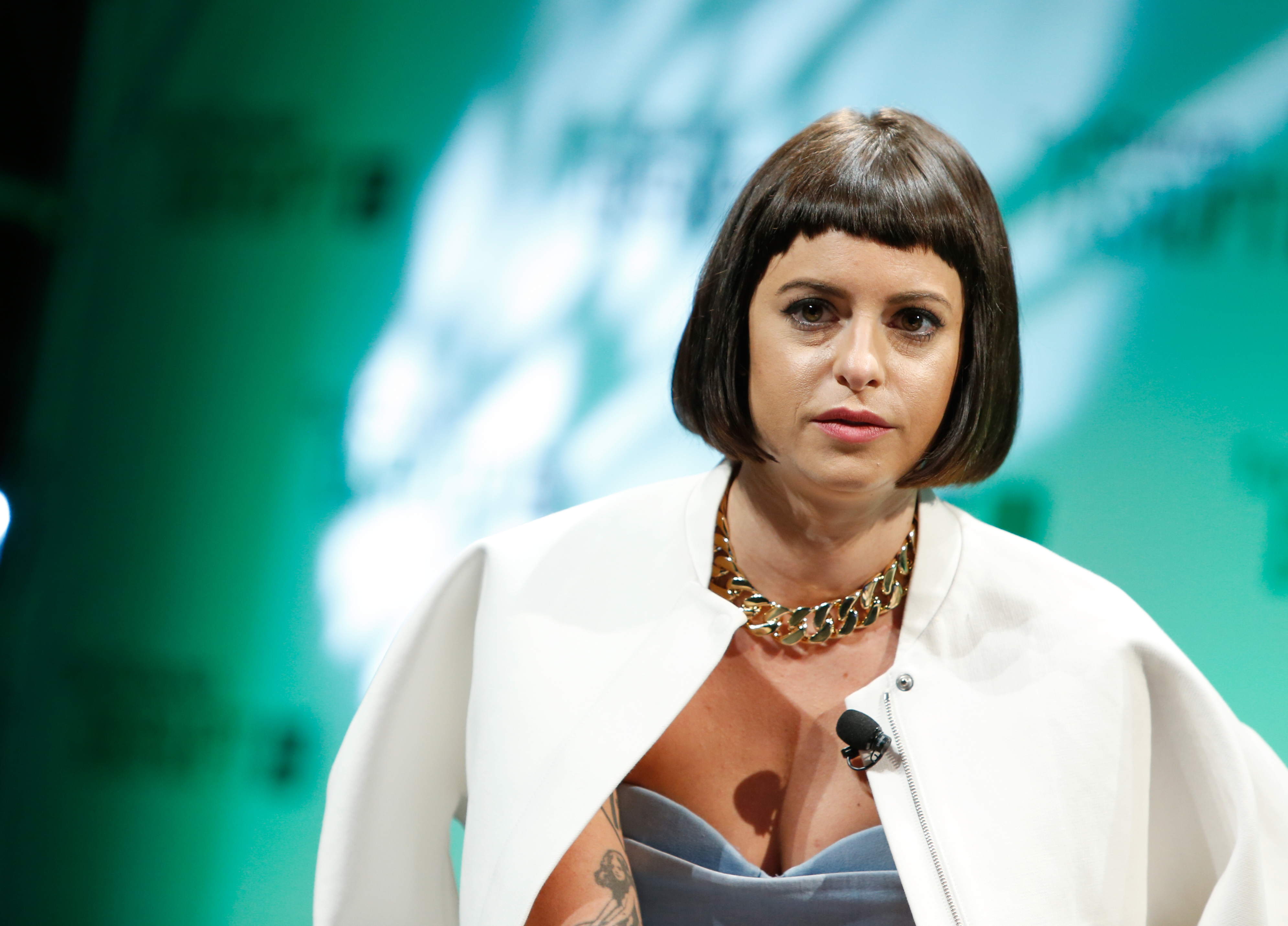
Sophia Amoruso nel 2014

Nel 2006, Amoruso ha aperto un negozio online su eBay chiamato Nasty Gal Vintage, dove vendeva sia abiti vintage che capi disegnati da sé sistemando vecchi modelli, e, visto il successo, ha deciso nel 2008 di lanciare il sito Nasty Gal. Nel 2012 Nasty Gal è stata nominata una delle "aziende in più rapida crescita" dalla rivista Inc.
Nel 2014, dopo il fallimento di Nasty Gal, Amoruso ha creato Girlboss Media. Nello stesso anno ha pubblicato il libro #GIRLBOSS, rimasto 18 settimane nella lista dei best seller del New York Times. Il libro è stato tradotto in oltre dieci lingue tra cui tedesco, olandese, francese, italiano, portoghese, danese, polacco, russo e cinese e nel 2017 è stato adattato nell'omonima serie televisiva per Netflix.
Nel 2016 la rivista Forbes ha inserito Amoruso al posto numero 53 della sua annuale classifica America self-made women con 280 milioni di dollari di ricavi.